# Gibbaranea tenerifensis
Gibbaranea tenerifensis is een spinnensoort uit de familie wielwebspinnen. Deze spin komt voor op de Canarische Eilanden. De soort werd in 1992 wetenschappelijk beschreven.